# Мещеры (Нижегородская область)
Меще́ры — деревня в Вачском районе Нижегородской области. Входит в состав Новосельского сельсовета.

## География
Деревня расположена в 9 км на юго-запад от центра поселения села Новосёлки и в 15 км на юго-запад от райцентра посёлка Вача.

## История
Первые сведения о селе Мещеры относится к концу XVII столетия. По писцовым книгам 1676 года сельцо Мещеры значится в числе государевых пашенных сел, в нем тогда была церковь во имя Покрова Пресвятой Богородицы. В окладных книгах 1676 года в селе кроме церкви имелись двор попа Тимофея, дворы пономарев и просвирницын, 16 дворов крестьянских и 13 бобыльских. Вышеописанная Покровская церковь существовала в Мещерах до начала XVIII столетия. Вместо неё в 1716 году была построена новая деревянная церковь. В 1836-47 годах вместо деревянной церкви был построен каменный храм. Престолов в новом храме было два: главный во имя Покрова Пресвятой Богородицы, в приделе теплом в честь Рождества святого Иоанна Предтечи. Приход состоял из села Мещер и деревень: Медяны, Якунихи, Солнева, Галкина, Горбунихи, Малиновки. В селе Мещерах с 1893 года существовала церковно-приходская школа, учащихся в 1896 году было 43.
В конце XIX — начале XX века село входило в состав Новосельской волости Муромского уезда Владимирской губернии. В 1859 году в селе числилось 26 двора, в 1905 году — 54 двора.
С 1929 года село входило в состав Новосельского сельсовета Вачского района Горьковского края.

## Население
| 1859 | 1905 |
| ---- | ---- |
| 234  | 281  |

| 1859 | 1905 | 1926 | 1999 | 2002 | 2010 |
| ---- | ---- | ---- | ---- | ---- | ---- |
| 234  | ↗281 | ↗306 | ↘9   | ↘2   | ↘1   |

## Достопримечательности
В деревне находятся руины Церкви Покрова Пресвятой Богородицы (1836-1847)

## Известные люди
- Половинкин, Владимир Васильевич — Герой Советского Союза, младший лейтенант (1924—1972), родился в Мещерах.[11]